# ALT (album)
ALT je studiové album skupiny Van der Graaf Generator. Album vyšlo 25. června 2012. Album obsahuje pouze instrumentální skladby.

## Seznam skladeb
1. „Earlybird“
2. „Extractus“
3. „Sackbutt“
4. „Colossus“
5. „Batty Loop“
6. „Splendid“
7. „Repeat After Me“
8. „Elsewhere“
9. „Here's one I Made Earlier“
10. „Midnite or So“
11. „D'Accord“
12. „Mackerel Ate Them“
13. „Tuesday, The Riff“
14. „Dronus“

## Obsazení
- Peter Hammill – kytara, klávesy
- Hugh Banton – varhany, baskytara, basové pedály
- Guy Evans – bicí